# Parroquia de San Miguel (Pamplona)
La parroquia de San Miguel, de Pamplona, tiene su sede en la iglesia del mismo título, situada en la plaza de la Cruz en el Segundo Ensanche de la ciudad. La parroquia fue erigida por el obispo de Pamplona, Marcelino Olaechea Loizaga, el 7 de marzo de 1940; al mismo tiempo se erige también la parroquia de San Francisco Javier; a ellas se le encomienda la atención pastoral de los fieles que comenzaban a habitar las viviendas que se iban construyendo en la segunda fase de este ensanche.
Hasta 1954 no pudo contar la parroquia con un templo propio, que fue proyectado por los arquitectos José Yarnoz y Víctor Eusa. Dispone de tres naves de cuatro tramos, más crucero que se ajusta al ancho de las tres naves y .cabecera recta. La nave central se cubre con bóveda de medio cañón, las naves laterales con bóvedas de arista, y el crucero con una cúpula sobre pechinas. Al brazo del crucero en el lado del evangelio se adosa una capilla que se cubre con una cúpula. En la pared del presbiterio destaca un gran retablo herreriano que estuvo en la catedral de Pamplona.

## Inicios de la parroquia
La parroquia de San Miguel fue erigida el 7 de marzo de 1940, su término quedaba limitado al norte por la calles Arrieta y Conde Oliveto, al este por la calle Carlos III y su prolongación por la carretera a Mutilva; por lo demás su término se prolongaba hasta el río Arga y los límites del término municipal. Los cultos de la nueva parroquia comenzado el siguiente 1 de mayo en la iglesia de la Milagrosa, de los padres Paules. Enseguida se realizaron las gestiones para disponer de un local propio, aunque fuese provisional, y el 20 de septiembre de 1941 se comenzaron a utilizar unas bajos, adaptados para este uso por Víctor Eusa, en la calle Navarro Villoslada, 2 y 4. Para la construcción de la iglesia parroquial se adquirieron unos terrenos en la plaza de la Cruz, todavía sin urbanizar, y el proyecto del templo se encargó a los arquitectos José Yarnoz y Víctor Eusa; la iglesia se concibió en función de un antiguo retablo de la catedral. El 29 de junio de 1950 se bendijo y colocó la primera piedra del templo por el obispo, Enrique Delgado Gómez. El 13 de mayo de 1954 se bendijo el templo, que fue inaugurado el día siguiente con una solemne misa pontifical. No obstante, hasta el 8 de mayo de 1959 no fue consagrada la iglesia.

## Descripción del templo

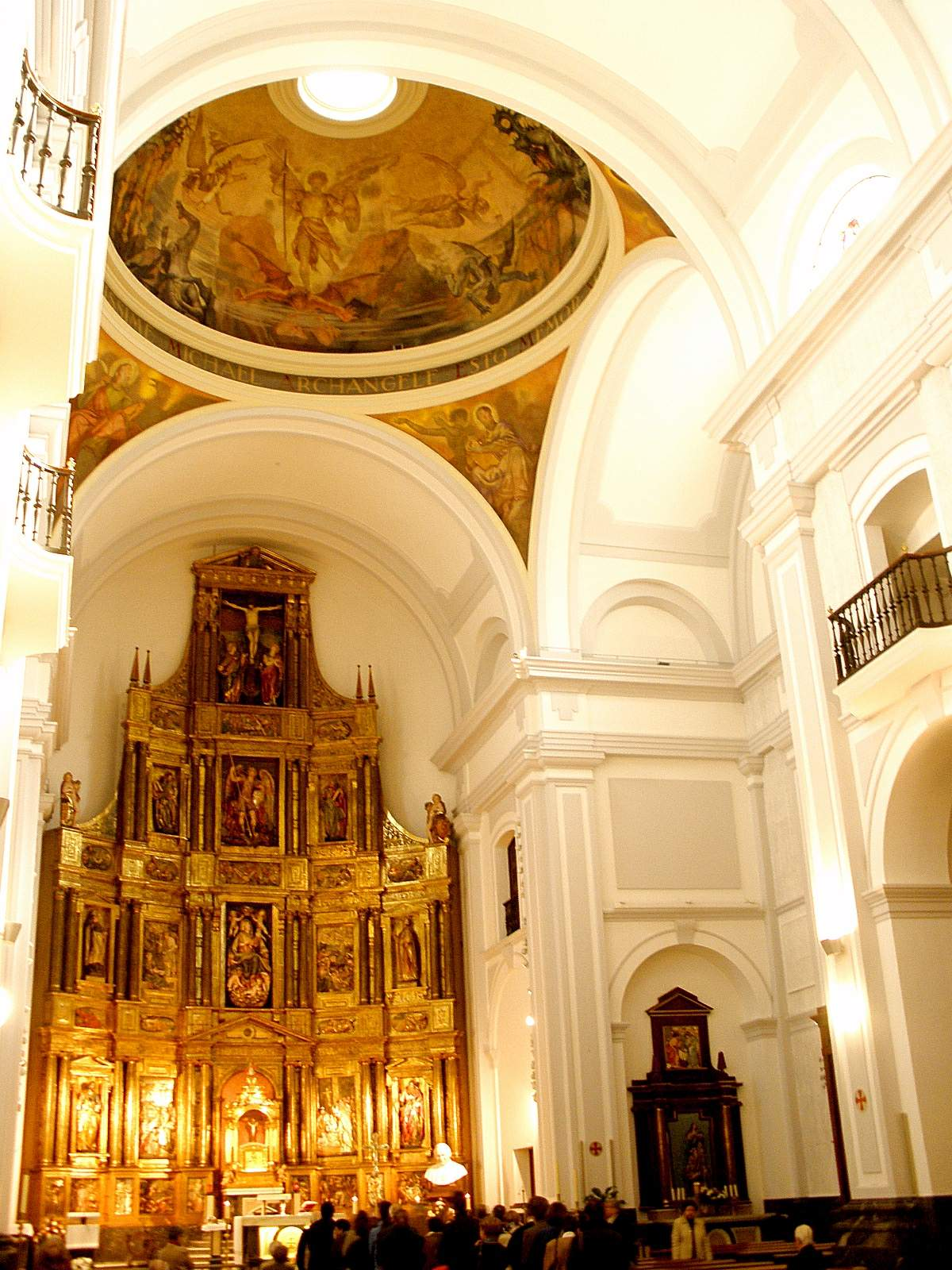
Nave central
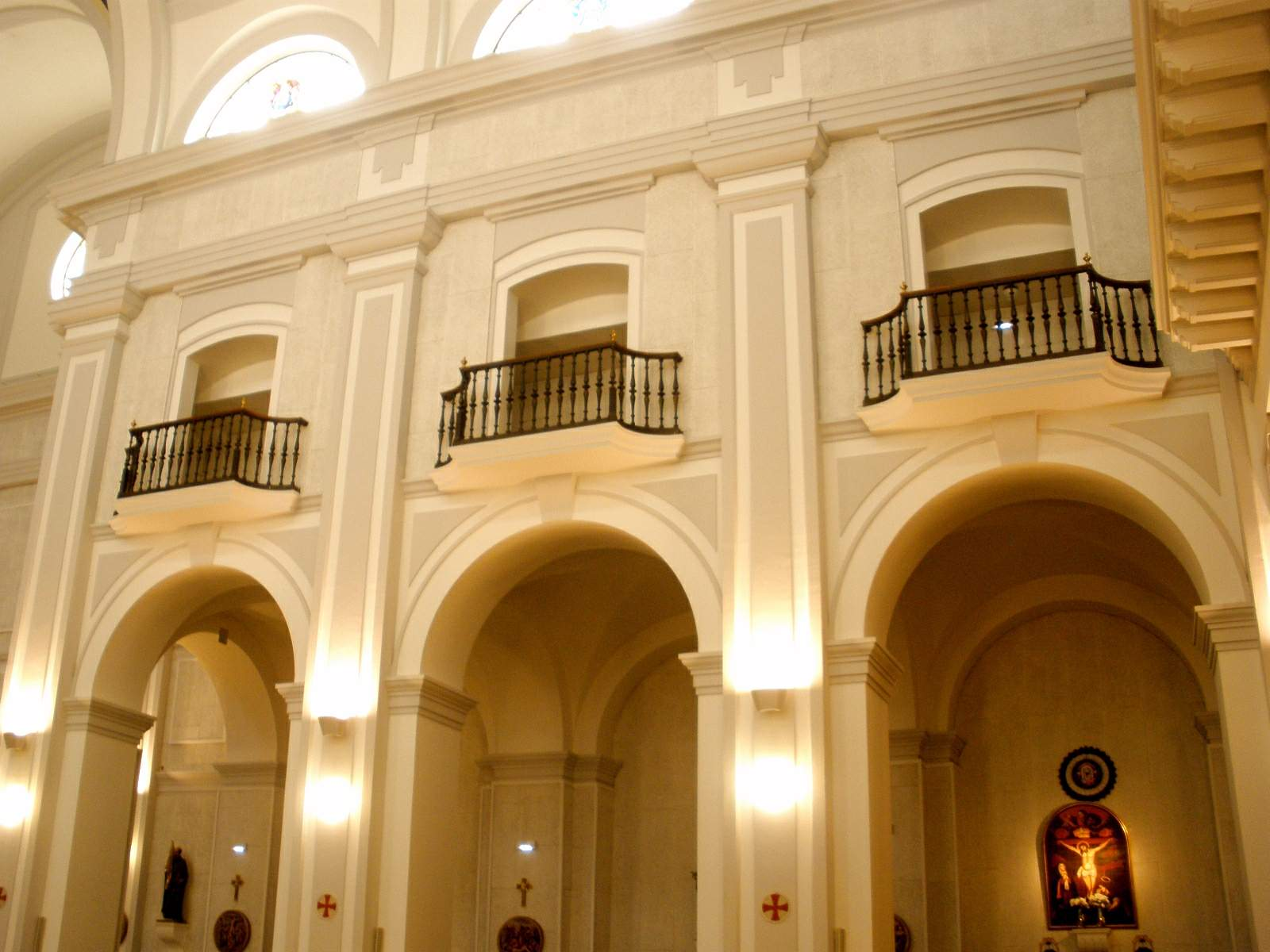
Frente de la nave del lado de la epístola
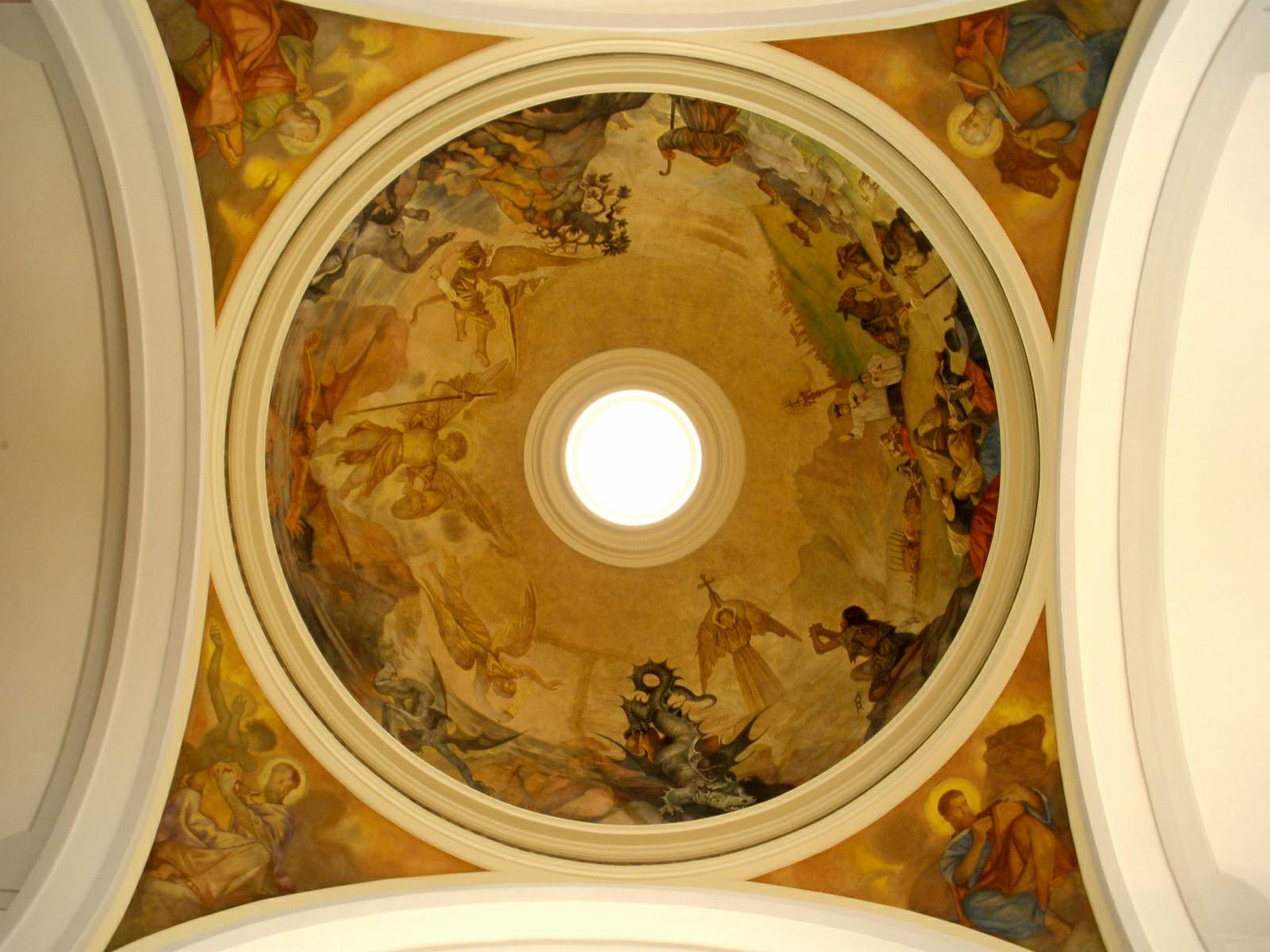
Cúpula del crucero pintada por Ramón Stolz
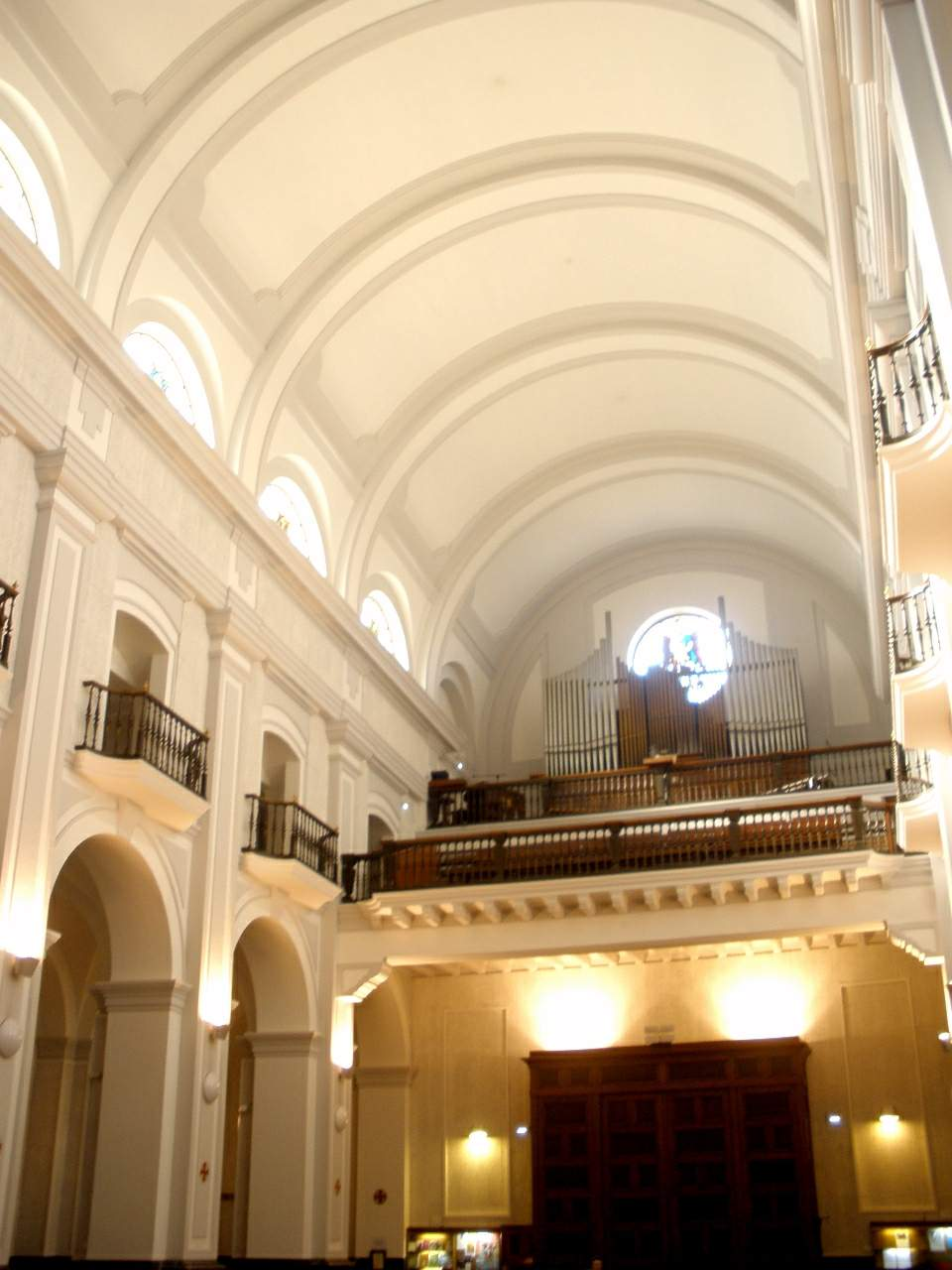
Coro a los pies del templo

Proyectado por José Yarnoz y Víctor Eusa, las trazas del templo responden al retablo que estuvo en la catedral de Pamplona, y que la Diputación Foral de Navarra cedió para ese fin, Se ha señalado que el proyecto sigue el modelo de una iglesia vignolesca, dotándola de tres naves de cuatro tramos, con un crucero que no destaca en planta, y cabecera recta. La nave mayor se articula con pilastras dóricas, sobre la que corre un doble cornisa; sobre los arcos de medio punto que separan la nave central de las laterales, se abren unos balcones de la tribuna cerrada que se sitúa sobre la naves lateral. La nave central se cubre con una bóveda de medio cañón jalonada por arcos fajones, abriéndose en cada uno de los tramos unos lunetos reducidos que acogen las correspondientes ventanas; de modo similar se cubre los brazos del crucero, mientras que las naves laterales se cubren con bóvedas de arista. Sobre el crucero en el propio crucero se dispone una cúpula sobre pechinas, con una linterna en su cima. Pinturas de Ramón Stolz decoran la cúpula, con el triunfo de San Miguel contra los demonios, y las pechinas con los cuatro evangelistas. Al brazo del crucero del lado del evangelio se adosa una capilla dedicada a la Virgen de Fátima; es de planta ochavada y queda cubierta con una cúpula similar a la del crucero, aunque de menor tamaño. El baptisterio se sitúa a los pies del templo, en el lado de la epístola. La iglesia dispone también de un coro alto, situado a los pies, con un órgano construido en los talleres de Organería Española.
La fachada es de ladrillo rojo, con sillares en las esquinas y enmarcado de los huecos. La fachada principal presenta un paramento central rematado con un frontón, entre dos torres rematadas por chapiteles. En el centro de abre con un arco de medio punto un amplio zaguán que presenta en el fondo la portada con frontón partido y sobre el una hornacina con una escultura de San Miguel.

## Retablo
El retablo que preside la iglesia procede la Catedral de Pamplona, fue encargado por el obispo de Pamplona Antonio Zapata en 1597 al platero Velázquez de Medrano, su traza muestra semejanzas con la del retablo de la capilla mayor del Escorial que, posiblemente, tomo como modelo; por lo demás guarda correspondencia con el templete para la exposición del Santísimo que había realizado para la catedral el mismo platero. Las esculturas y relieves del retablo le encargaron al navarro Pedro González de San Pedro. El retablo presidió el altar mayor de la catedral, hasta el año 1943, en que fue desmontado dentro una remodelación del interior de la catedral, y vendido a la Diputación Foral de Navarra, que más adelante lo cedió para la proyectada iglesia de San Miguel. Aunque la iglesia de San Miguel se proyectó previendo la colocación de este retablo, al montarlo en la pared del presbiterio se comprobó que no cabía lo que obligó a hacer algunas reformas y, entre ellas prescindir del pedestal que tuvo en la catedral.
El retablo, con una traza ochavada; queda montado sobre un banco no muy alto, y sobre él tres cuerpos y un ático; los dos cuerpos inferiores se dividen en cinco calles, que pasan a tres en el tercer cuerpo, y a una única caja en el ático. Se produce una superposición de órdenes, jónico en el primer cuerpo, y corintio en los dos superiores  Salvo el arco de medio punto que alberga el templete ostensorio, las columnas pareadas que enmarcan cada cuadro soportan un entablamento arquitrabado continuo, no interrumpido por frontones. En el banco se sitúan tableros rectangulares con escenas de la Pasión; en el primer cuerpo se disponen esculturas de bulto de San Pedro y San Pablo y dos escenas en relieve que representa la imposición de la casulla a San Ildefonso y otro tema toledano.
El segundo cuerpo está dedicado a la Virgen con la Asunción-coronación de la Virgen, la Anunciación y el Nacimiento de Jesús; escenas flanqueadas con esculturas de dos obispos, posiblemente San Agustín y San Fermín. El tercer cuerpo en el centro se situaba una escultura de San Pedro en cátedra, que se conserva en el museo de Navarra,  y que ha sido sustituida por una imagen de San Miguel arcángel; a los lados Moisés y otro profeta, simbolizan la Antigua y Nueva Ley. En el ático, como es frecuente en los retablos, se sitúa un Calvario.  

## Retablo principal

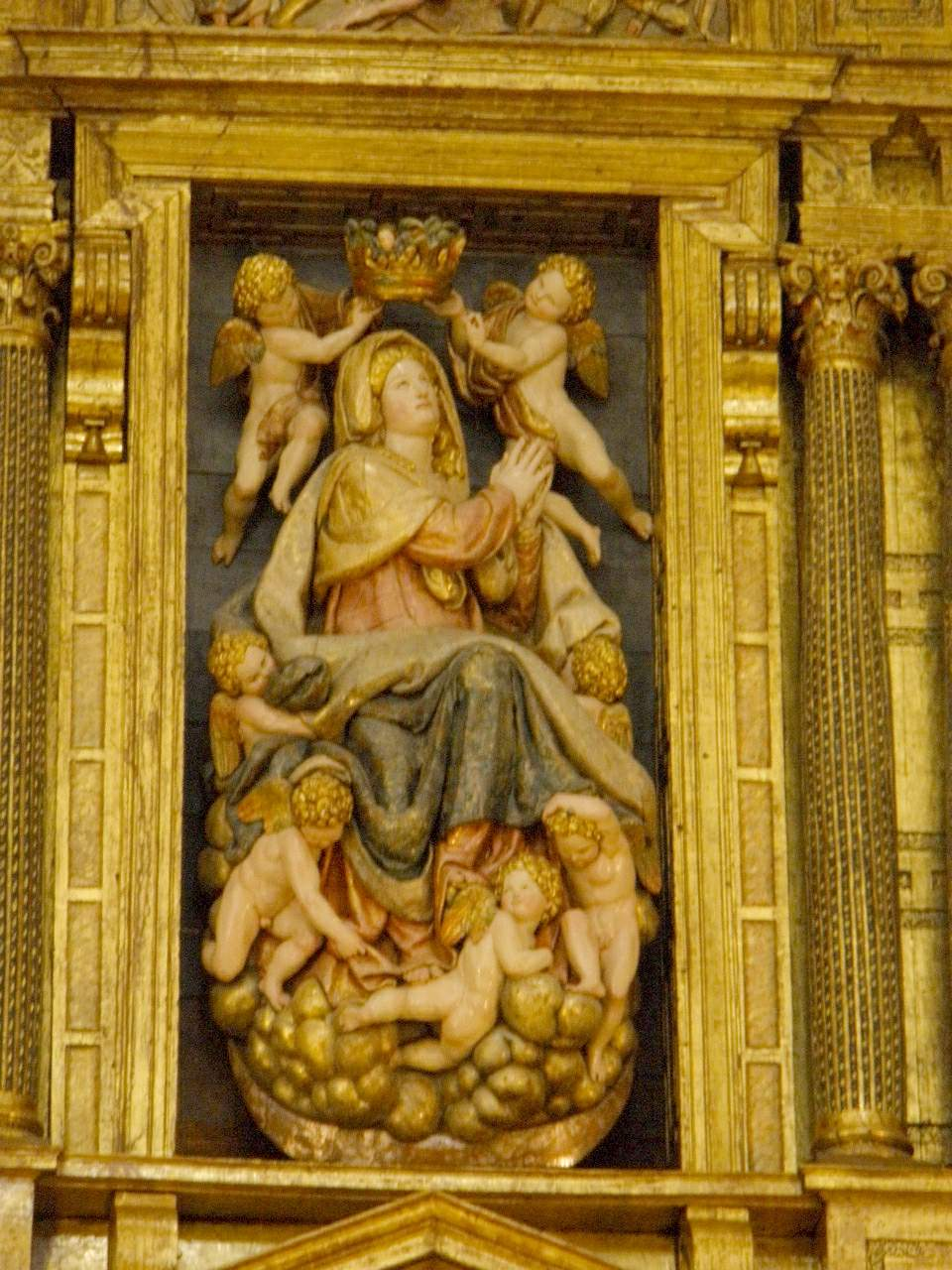
Asunción y coronación de la Virgen
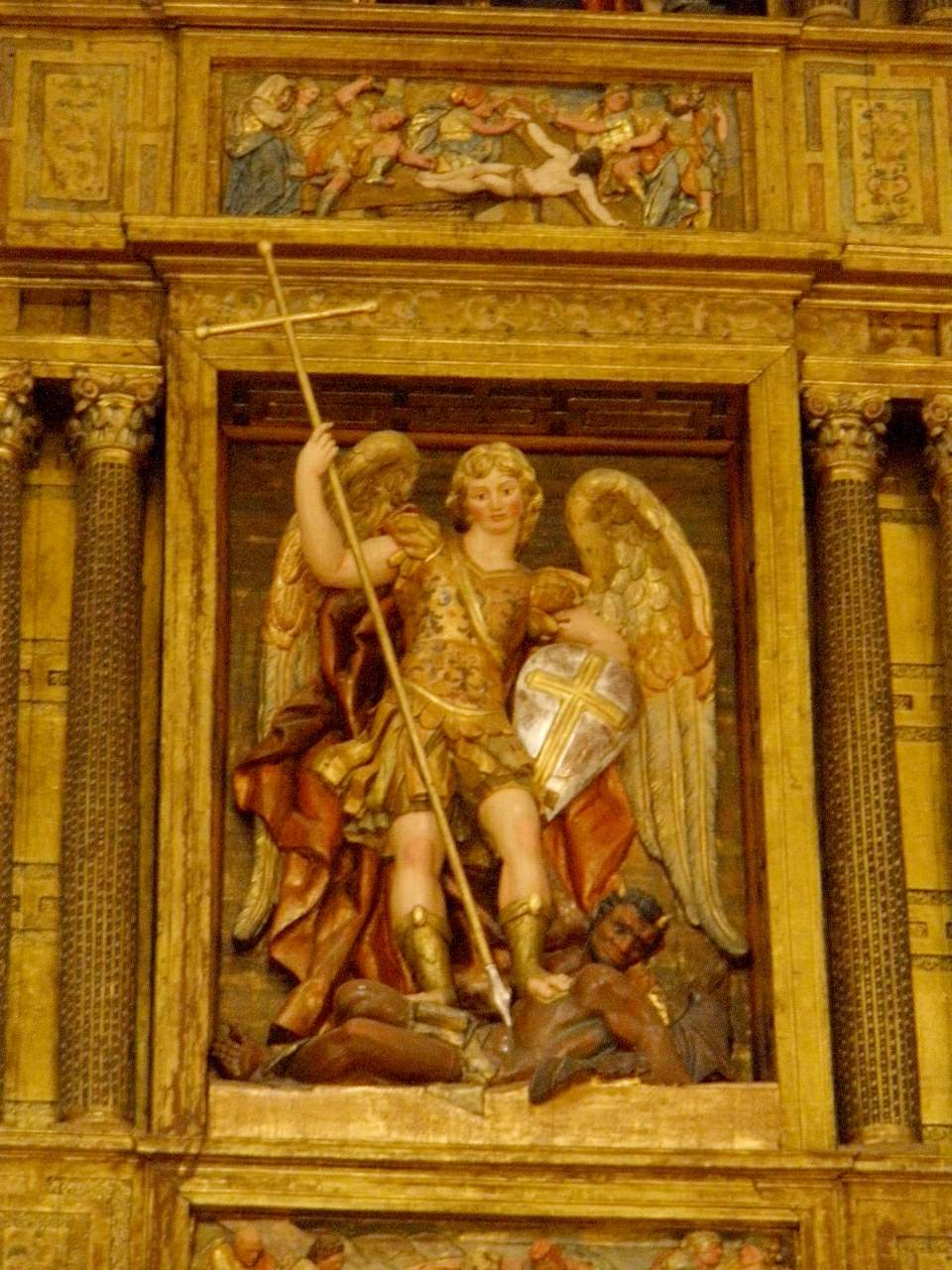
San Miguel arcángel
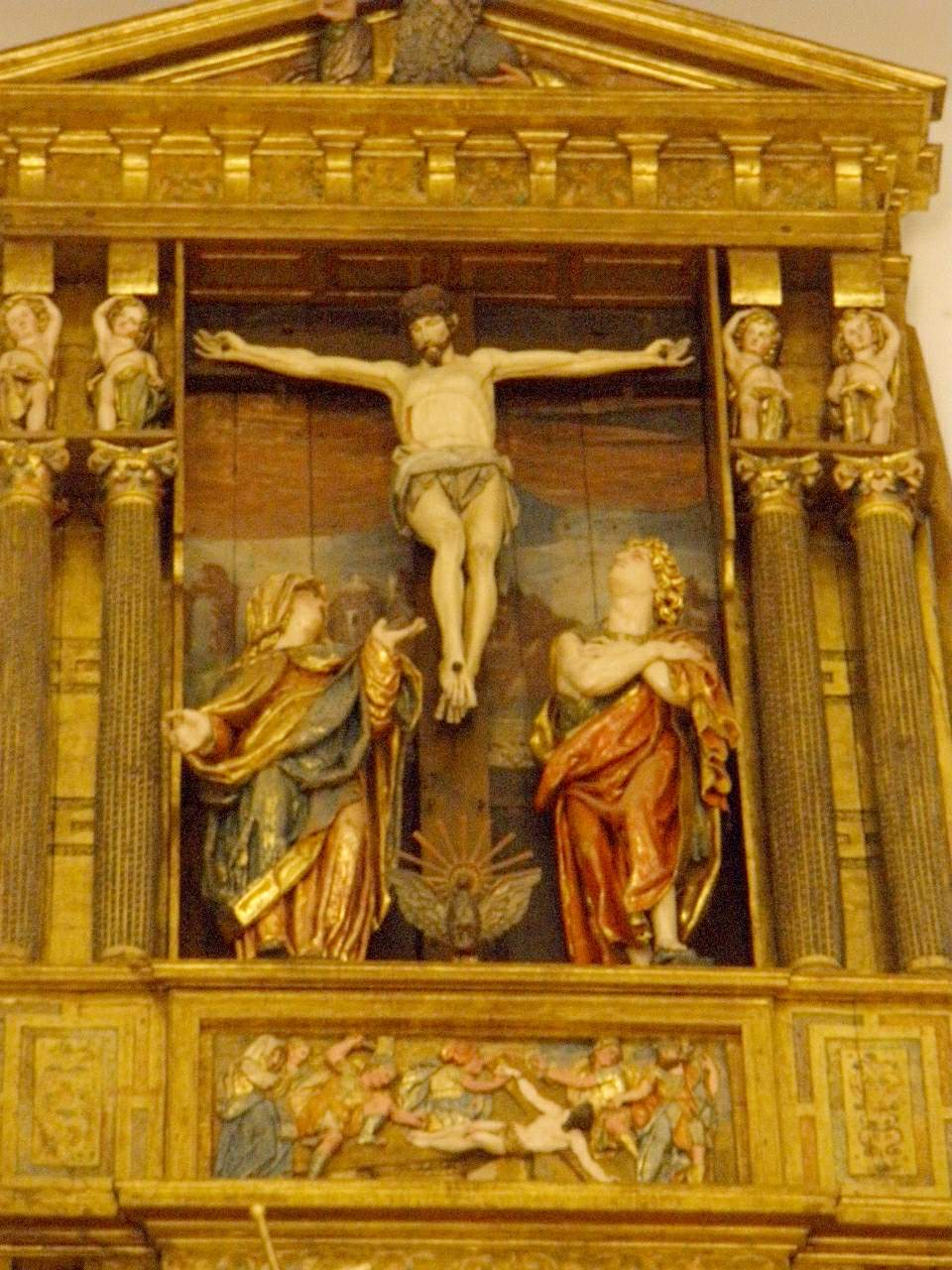
Escena del Calvario.
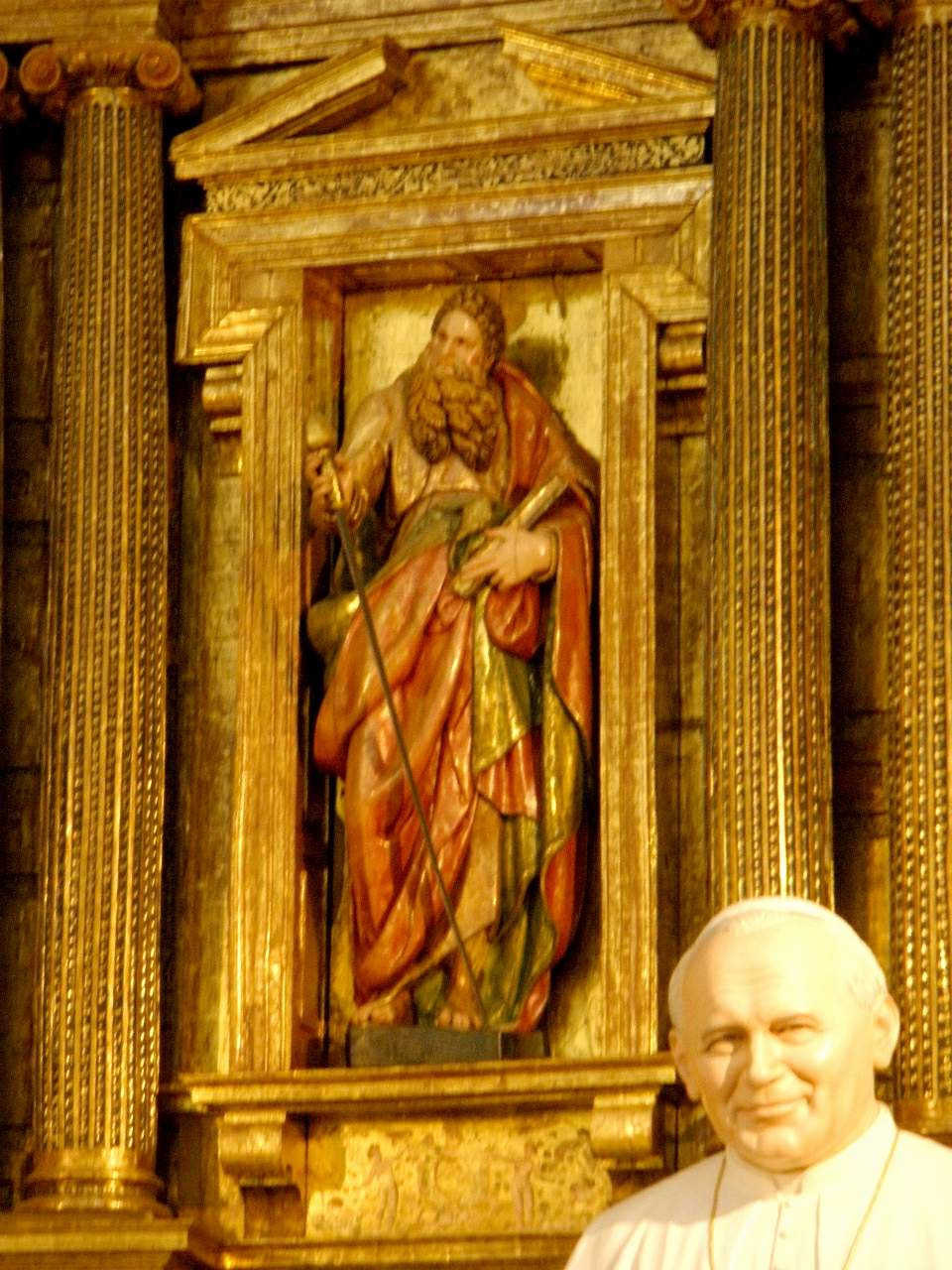
Profeta de la antigua ley
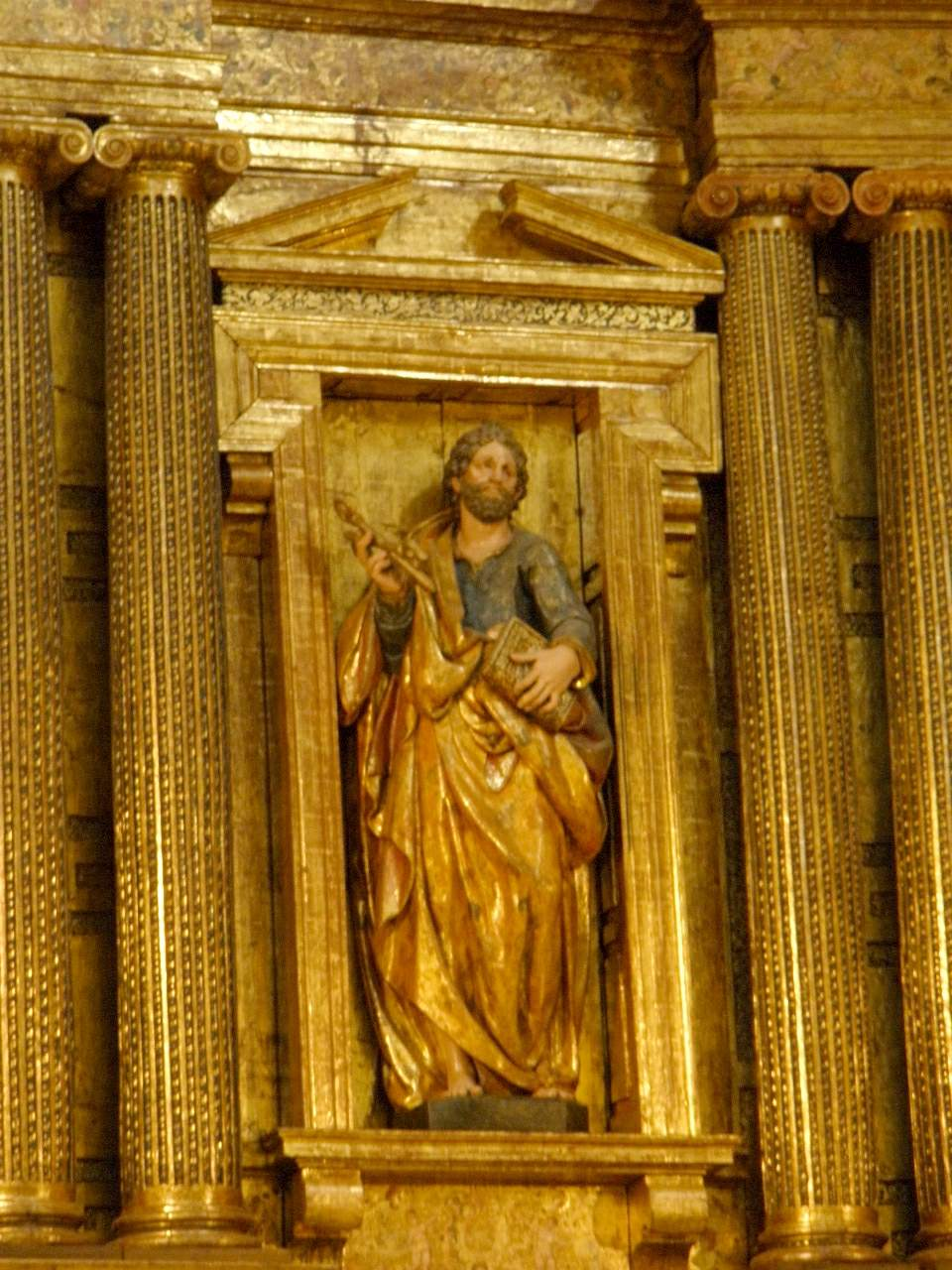
Profeta de la nueva ley